# 32-й гвардейский истребительный авиационный полк
32-й гвардейский истребительный авиационный Виленский орденов Ленина и Кутузова полк (32-й гв. иап) — авиационный полк в составе ВВС РККА во время Великой Отечественной войны.

## Наименования полка
- 434-й истребительный авиационный полк;
- 32-й гвардейский истребительный авиационный полк (22.11.1942)[1];
- 32-й гвардейский истребительный авиационный ордена Ленина полк (02.09.1943)[1];
- 32-й гвардейский истребительный авиационный Виленский ордена Ленина полк (25.07.1944)[1];
- 32-й гвардейский истребительный авиационный Виленский орденов Ленина и Кутузова полк (22.10.1944)[1];
- 32-й гвардейский истребительный авиационный Виленский орденов Ленина и Кутузова полк ПВО (01.10.1948)[1];
- 32-й гвардейский истребительный авиационный Виленский орденов Ленина и Кутузова полк (15.02.1950)[1];
- 213-й истребительный авиационный полк (07.1962)[1];
- 32-й гвардейский истребительный авиационный Виленский орденов Ленина и Кутузова полк (09.1963)[1];
- Войсковая часть (полевая почта) 35452[1]/

## История
Полк начал формирование 20 июля 1941 года как 434-й истребительный авиационный полк при 2-м запасном истребительном авиаполку ВВС Московского военного округа (ст. Сейма Горьковской области) по штату 015/174 на самолётах ЛаГГ-3.
В боевые действия вступил 22.08.1941 г. в составе 2-й Резервной авиагруппы СВГК на Ленинградском фронте на самолётах ЛаГГ-3.
Первая известная воздушная победа полка в Отечественной войне одержана 11 сентября 1941 года: командир полка майор Корягин А. А. в воздушном бою в районе юго-восточнее г. Демянск сбил немецкий истребитель Ме-109.
22 ноября 1942 года за образцовое выполнение боевых задач и проявленные при этом мужество и героизм приказом НКО СССР № 374 полк преобразован в 32-й гвардейский истребительный авиационный полк.
За образцовое выполнение боевых заданий командования на фронте борьбы с немецкими захватчиками и проявленные при этом доблесть и мужество Указом Президиума ВС СССР 02 сентября 1943 года полк награждён орденом Ленина.
За отличие в боях за овладение городом Вильнюс приказом ВГК № 0213 от 25.07.1944 г. полку присвоено почётное наименование «Виленский».
За образцовое выполнение заданий командования в боях с немецкими захватчиками при прорыве обороны противника юго-восточнее Риги и проявленные при этом доблесть и мужество Указом Президиума ВС СССР от 22.10.1944 полк награждён орденом Кутузова III степени.
09 мая 1945 года полк исключён из действующей армии.
В ноябре 1947 года полк получил реактивную технику — самолёты Як-15 (15) и МиГ-9 (10). 1 октября 1948 года передан из ВВС в войска ПВО. В составе 3-й гв. иад перебазирован из 16-й ВА ГСОВГ в г. Орел со включением в состав 32-го иак ПВО 19-й ВИА ПВО. В июне 1949 года передан из 98-й гв. иад ПВО (бывш. 3-й гв. иад) в состав 15-й гв. иад ПВО 19-й ВИА ПВО. 15 февраля 1950 года передана в состав 324-я истребительная авиационная Свирская Краснознамённая дивизия ВВС Московского военного округа с перебазированием на аэродром Кубинка.
В 1950 году переучился и перевооружился на истребители МиГ-15. 22 ноября 1950 года из убывающей в Правительственную командировку в КНР на Корейскую войну 324-я истребительная авиационная Свирская Краснознамённая дивизия ВВС Московского военного округа передан во вновь сформированную 9-ю истребительную авиационную дивизию ВВС Московского военного округа без изменения места дислокации.
В 1955 году группа лётчиков полка первыми в ВВС участвовала в войсковых испытаниях сверхзвуковых истребителей МиГ-19. В апреле 1960 года первым в ВВС полк переучился на самолёты МиГ-21Ф-13.
В период с июля 1962 года по сентябрь 1963 года под наименованием «213-й истребительный авиационный полк» участвовал в операции «Анадырь» (спецкомандировка на Кубу) на самолётах МиГ-21Ф-13. Указом Президиума Верховного Совета СССР № 1739-VI от 01.10.1963 года за образцовое выполнение специального задания многие участники спецкомандировки были награждены орденами и медалями, а командир полка полковник Шибанов Н. В. — орденом Ленина.
В период с декабря 1967 года по май 1989 года входил в состав 9-й истребительной авиационной дивизии
ВВС Московского военного округа (аэродром Шаталово). На вооружении имел различные модификации МиГ-21 и МиГ-23. В 1970 году первым в ВВС СССР перевооружён на МиГ-23, проводил войсковые испытания этих самолётов. В 1988 году 1-я эскадрилья полка участвовала в боевых действиях в Афганистане на самолётах МиГ-23.
30 июня 1989 года полк расформирован в 9-й истребительной авиационной дивизии ВВС Московского военного округа на аэродроме Шаталово.

## Вооружение
Изначально полк был укомплектован истребителями ЛаГГ-3. В ходе боевых действий на вооружение поступали Як-1, Як-7б, Як-1б, Як-9, Ла-5, Ла-5Ф, Ла-5ФН, в конце войны — Ла-7.

## Командование
- майор А. А. Корягин (август 1941 — ноябрь 1941)
- капитан К. И. Панчев (ноябрь 1941 — весна 1942)
- майор И. И. Клещев (май 1942 — 19 сентября 1942)
- майор А. Ф. Семёнов (19 сентября 1942 — 9 октября 1942)
- майор В. П. Бабков (10 октября 1942 — 16 февраля 1943)
- полковник В. И. Сталин (16 февраля 1943 — 26 мая 1943)
- майор Б. П. Любимов (май 1943 — 6 июля 1943)[4]
- подполковник В. И. Давидков[5](17 июля 1943 — октябрь 1943)
- майор И. М. Холодов (октябрь 1943 — февраль 1944)
- подполковник А. Ф. Семёнов (февраль 1944 — май 1944)
- майор В. А. Луцкий (май 1944 — сентябрь 1948)
- подполковник Ф. П. Оноприенко (1954—1959)
- полковник Шибанов Николай Васильевич[6] (1962—1963)
- подполковник, полковник Д. В. Бобров (1969—1971)

## Участие в операциях и битвах
- Великолукская операция[7] с 6 декабря 1942 года по 18 марта 1943 года
- Демянская операция[7] с 15 февраля 1943 года по 28 февраля 1943 года
- Курская битва:
  - Орловская операция «Кутузов» — с 12 июля 1943 года по 18 августа 1943 года.
- Брянская операция — с 17 августа 1943 года по 3 октября 1943 года.
- Городокская операция — с 13 декабря 1943 года по 31 декабря 1943 года.
- Белорусская наступательная операция «Багратион»:
  - Витебско-Оршанская операция — с 23 июня 1944 года по 28 июня 1944 года.
  - Минская операция — с 29 июня 1944 года по 4 июля 1944 года.
  - Шяуляйская операция — с 5 июля 1944 года по 31 июля 1944 года.
- Прибалтийская операция:
  - Рижская операция — с 14 сентября 1944 года по 22 октября 1944 года.
  - Мемельская операция — с 5 октября 1944 года по 22 октября 1944 года.
- Восточно-Прусская операция — с 13 января 1945 года по 25 апреля 1945 года.
- Берлинская стратегическая наступательная операция — с 16 апреля 1945 года по 8 мая 1945 года.

## Почётные наименования
- 32-му гвардейскому ордена Ленина истребительному авиационному полку присвоено почётное наименование «Виленский»[8]

## Награды
- 32-й гвардейский истребительный авиационный Указом Президиума Верховного Совета СССР от 2 сентября 1943 года полк награждён орденом «Ленина»
- 32-й гвардейский Виленский ордена Ленина истребительный авиационный полк 22 октября 1944 года Указом Президиума Верховного Совета СССР за образцовое выполнение заданий командования в боях с немецкими захватчиками при прорыве обороны противника юго-восточнее города Рига и проявленные при этом доблесть и мужество награждён Орденом Суворова Кутузова III степени[9].

## Благодарности Верховного Главнокомандующего
- За овладение городом Лида[10]
- За овладение городом Елгава (Митава)[11]
- За прорыв обороны противника северо-западнее и юго-западнее города Шяуляй[12]

## Герои Советского Союза и Российской Федерации
- Анискин Александр Дмитриевич, гвардии старший лейтенант, старший лётчик 32-го гвардейского истребительного авиационного полка 210-й истребительной авиационной дивизии 1-го истребительного авиационного корпуса 3-й Воздушной армии 22 февраля 1943 года удостоен звания Герой Советского Союза. Посмертно.
- Гарам Михаил Александрович, гвардии старший лейтенант, старший лётчик 32-го гвардейского истребительного авиационного полка 210-й истребительной авиационной дивизии 1-го истребительного авиационного корпуса 3-й Воздушной армии 22 февраля 1943 года удостоен звания Герой Советского Союза. Золотая Звезда № 807.
- Котов Александр Григорьевич, гвардии старший лейтенант, заместитель командира эскадрильи 32-го гвардейского истребительного авиационного полка 210-й истребительной авиационной дивизии 1-го истребительного авиационного корпуса 3-й Воздушной армии 22 февраля 1943 года удостоен звания Герой Советского Союза. Золотая Звезда № 813
- Орехов Владимир Александрович, гвардии старший лейтенант, командир звена 32-го гвардейского истребительного авиационного полка 210-й истребительной авиационной дивизии 1-го истребительного авиационного корпуса 3-й Воздушной армии 01 мая 1943 года удостоен звания Герой Советского Союза. Золотая Звезда № 926.
- Савельев Василий Антонович, гвардии старший лейтенант, командир звена 32-го гвардейского истребительного авиационного полка 210-й истребительной авиационной дивизии 1-го истребительного авиационного корпуса 3-й Воздушной армии 01 мая 1943 года удостоен звания Герой Советского Союза. Золотая Звезда № 934.
- Хользунов Алексей Иванович, гвардии лейтенант, заместитель командира эскадрильи 32-го гвардейского истребительного авиационного полка 210-й истребительной авиационной дивизии 1-го истребительного авиационного корпуса 3-й Воздушной армии 01 мая 1943 года удостоен звания Герой Советского Союза. Посмертно.
- лейтенант Алкидов Владимир Яковлевич (12 августа 1942)
- капитан Бабков Василий Петрович (23 ноября 1942)
- старший лейтенант Баклан Андрей Яковлевич (23 ноября 1942)
- лейтенант Долгушин, Сергей Фёдорович (5 мая 1942)
- лейтенант Карначёнок Николай Александрович (23 ноября 1942, посмертно)
- гвардии капитан Луцкий Владимир Александрович (24 августа 1943)
- гвардии старший лейтенант Макаров Аркадий Сергеевич (28 сентября 1943)
- гвардии старший лейтенант Марков Алексей Иванович (23 февраля 1945)
- гвардии лейтенант Михайлов Евгений Витальевич (26 октября 1944, посмертно)
- гвардии старший лейтенант Прокопенко Фёдор Фёдорович (27 марта 1996)
- гвардии старший лейтенант Савельев Василий Антонович (1 мая 1943)
- гвардии старший лейтенант Фёдоров Александр Яковлевич (24 августа 1943)
- гвардии капитан Шишкин Александр Павлович (28 сентября 1943)

## Другие лётчики
- Лебедева, Антонина Васильевна (1916—1943) — парторг эскадрильи.
- Нечаева, Клавдия Андреевна (1916—1942) — командир звена.

## Итоги боевой деятельности
За годы Великой Отечественной войны в период с 24 августа 1941 года по 9 мая 1945 года 32-й гвардейский Виленский орденов Ленина и Кутузова III степени истребительный авиационный полк воевал на Волховском, Юго-Западном, Сталинградском, Донском, Калининском, Северо-Западном, Брянском, 1-м и 2-м Прибалтийских фронтах, на 1-м и 3-м Белорусских фронтах и совершил 8388 боевых вылетов, в воздушных боях уничтожил 518 самолётов противника. Кроме этого лётчиками полка было уничтожено на земле 19 самолётов, 748 автомашин, 4 паровоза, 4 бронетранспортёра, до 780 солдат и офицеров противника.
За годы войны полк потерял в боях 54 лётчика и 95 самолётов.